# Anastrophyllum acuminatum
Anastrophyllum acuminatum là một loài rêu trong họ Anastrophyllaceae. Loài này được Horik. N. Kitag. mô tả khoa học đầu tiên năm 1963.